# Kierownica (kontroler)

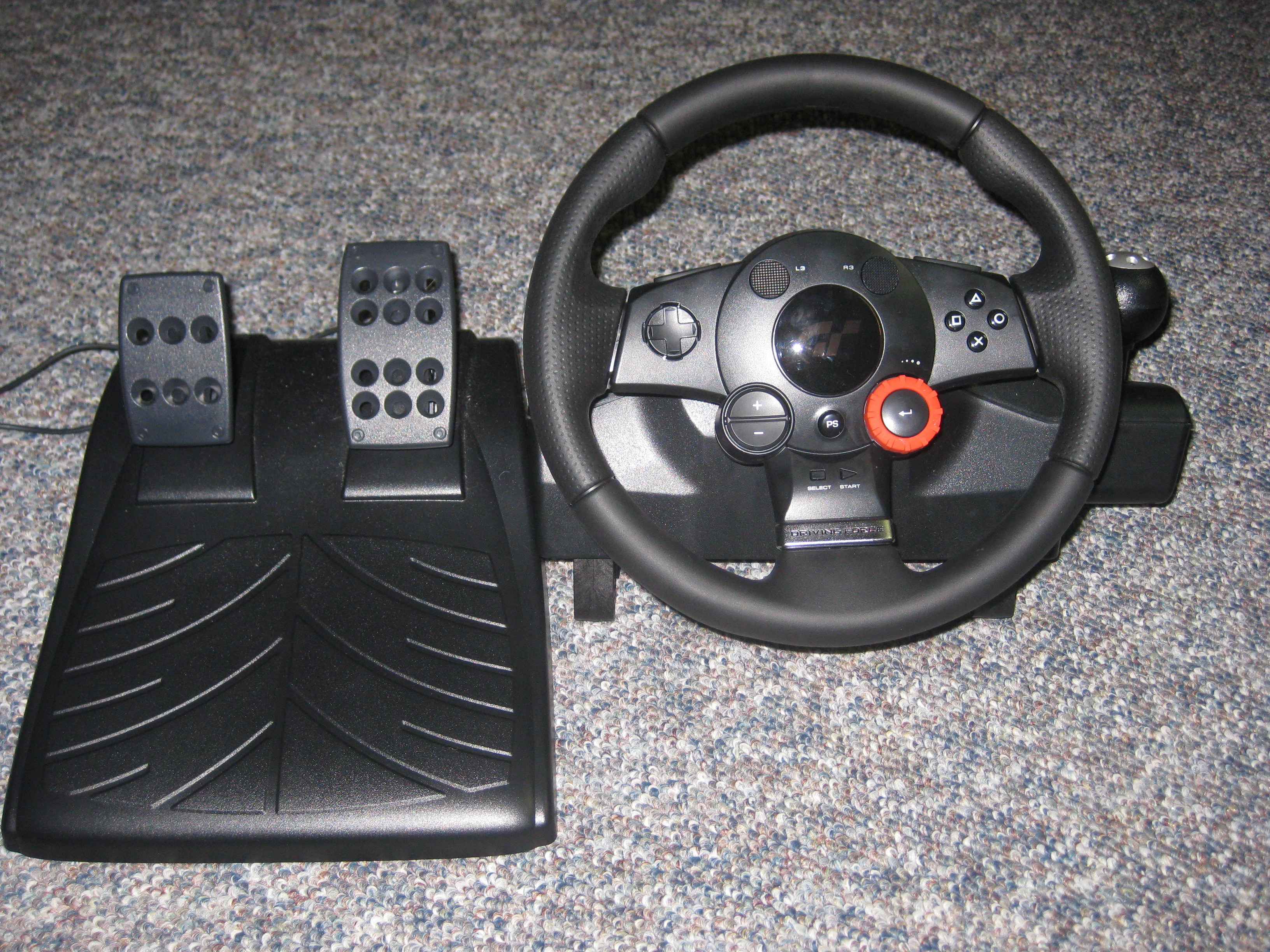
Kierownica do gier wraz z pedałami

Kierownica – typ kontrolera gier, który można opcjonalnie podłączyć do komputera w grach wyścigowych lub konsoli gier wideo i kierować jak w prawdziwym samochodzie bez używania myszki oraz klawiatury.
Zwykle w zestawie oprócz kierownicy znajdują się:
- podnóżek z pedałami,
- dźwignia zmiany biegów (tzw. shifter; niektóre modele)
- dysk z oprogramowaniem.